# Historia política de los Juegos Olímpicos de 1936
En 1936, los Juegos Olímpicos de invierno y de verano se celebraron en la Alemania Nazi, respectivamente en Garmisch-Partenkirchen (Baviera) y Berlín. En esta doble ocasión, el deporte sirvió para aplicar la estética nazi y fue usado como vehículo de propaganda por el régimen hitleriano como nunca antes había ocurrido. 
La elección de las sedes no fue particularmente polémica. Sin embargo, tras la subida de Hitler al poder, hubo propuestas de boicot e incluso intentos de organizar olimpiadas alternativas. Durante los juegos, Alemania redujo la represión antisemita e intentó mostrar una mejor imagen al mundo. Al mismo tiempo, el gobierno alemán llevó a cabo una campaña diplomática intentando captar la simpatía de dignatarios extranjeros que visitaron el país durante los juegos. Para la posteridad, los juegos quedaron especialmente asociados a la figura de Jesse Owens. 

## Elección de la organización
El Comité Olímpico Internacional atribuyó la organización de los Juegos Olímpicos de Verano a Berlín durante su congreso en Barcelona en el año 1931. La otra ciudad candidata para acoger la celebración era precisamente la ciudad condal. En aquella época, se comenzaba eligiendo la ciudad que organizaría los juegos de verano y luego, el comité olímpico nacional elegía el lugar de celebración de los juegos de invierno. Los Juegos Olímpicos de Invierno de 1924 y 1932 se celebraron en el mismo país en el que tuvo lugar la celebración de los juegos de verano. Fue por este motivo que el Comité Olímpico Alemán eligió la ciudad de Garmisch-Partenkirchen para acoger las competiciones invernales. 
La elección de Alemania tuvo una carga política considerable debido a que devolvía la celebración de las grandes competiciones deportivas al país tras la Primera Guerra Mundial. Además de eso, los Juegos Olímpicos de 1916, que tuvieron que ser cancelados por la Gran Guerra iban a celebrarse en Berlín.

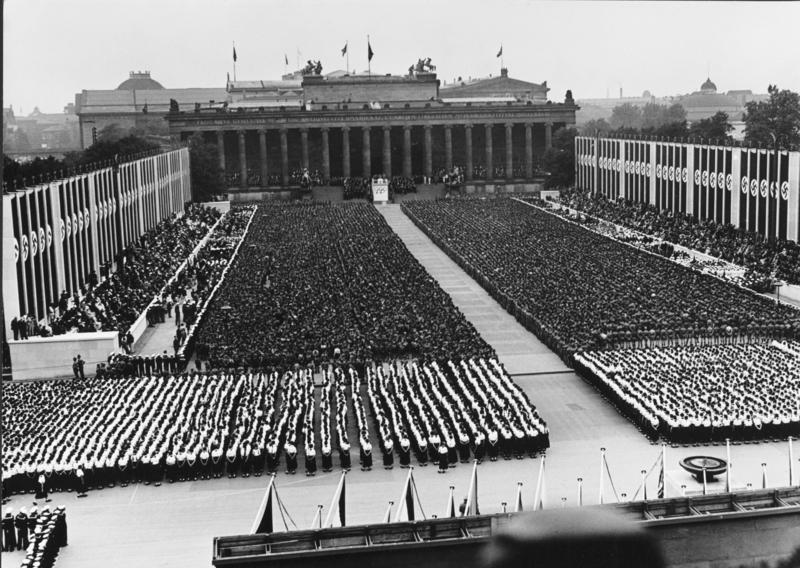

## Propuesta de boicot
Hitler y el partido Nazi llegaron al poder en enero de 1933. Pocos meses después, diversos miembros de comités olímpicos nacionales comenzaron a preguntarse si sería éticamente correcto participar en unos juegos organizados por el régimen Nazi. De hecho, habiendo confirmado su retórica antes de ser elegidos para formar gobierno, los nazis rápidamente (a partir de abril de 1933) instauraron una política de segregación racial en el deporte así como en otros aspectos de la vida social. Los judíos, en particular, fueron expulsados sistemáticamente de los clubes y federaciones deportivas, y tenían prohibido entrar en las instalaciones deportivas

Bandera olímpica.

En Estados Unidos, el presidente del comité olímpico nacional, Avery Brundage, fue el primero en apostar por retirarle la organización de los juegos a Alemania, abogando porque se organizaran en otro país. Brundage estaba particularmente preocupado por las restricciones a la actividad deportiva de los judíos en Alemania. En su opinión, los fundamentos del Espíritu Olímpico dejarían de estar vigente si los países decidiesen quién puede participar en función de criterios sociales, religiosos o raciales. No obstante, tras una visita a Alemania, Brundage declaró que los judíos alemanes estaban siendo bien tratados y que los juegos debían tener lugar como estaba previsto. Brundage, que asumía una responsabilidad particular, debido a que la delegación estadounidense era tradicionalmente la más numerosa, se manifestaría en ocasiones posteriores en contra de un posible boicot, afirmando que el deporte se debería mantener alejado de las relaciones judeo-nazis. Incluso llegó a afirmar la existencia de una conspiración judeo-comunista contra la participación de los Estados Unidos en los juegos. 
Del lado de los partidarios del boicot, uno de los más activos era Jeremiah Mahoney, presidente de la Federación Estadounidense de Atletismo. Mahoney esgrimía que Alemania había quebrado el Espíritu Olímpico al imponer discriminaciones raciales y religiosas; participar, según él, implicaba apoyar a Hitler. Las llamadas al boicot de Mahoney fueron particularmente escuchadas por la comunidad católica de Estados Unidos. Ernst Lee Jahncke, otro de los activistas favorables al boicot fue expulsado de Comité Olímpico Internacional por manifestarse en contra de la participación de Estados Unidos en los juegos. 
Las propuestas de boicot fueron también vivamente discutidas en otros países, especialmente en el Reino Unido, Francia, España, Suecia, Checoslovaquia y en Holanda. Los alemanes exiliados por motivos políticos también se manifestaron a favor del boicot. No obstante, con la excepción de España, todos estos países terminarían por participar, pese a que atletas, tanto judíos como no judíos, de varias delegaciones se negaran a asistir. 

### Juegos alternativos: las Olimpiadas Populares
Los partidarios del boicot comenzaron a organizar unos juegos olímpicos alternativos (las llamadas Olimpiadas Populares) que debían celebrarse en Barcelona en 1936. La elección de la ciudad española se debió a que había sido la candidata derrotada frente a Berlín en la decisión del Comité Olímpico Internacional. Sin embargo, esta iniciativa tuvo que ser anulada pocos días antes del comienzo del evento deportivo debido al estallido de la guerra civil española en julio de 1936. En él iban a competir los judíos y demás deportistas que fueron rechazados por la Berlín de Hitler.

## Países participantes
Los siguientes países participaron en los juegos: Afganistán, Alemania, Argentina, Australia, Austria, Bélgica, Bermudas, Bolivia, Brasil, Bulgaria, Canadá, Checoslovaquia, Chile, China, Colombia, Costa Rica, Dinamarca, Egipto, Estados Unidos, Estonia, Filipinas, Finlandia, Francia, Grecia, Hungría, Islandia, India, Italia, Japón, Letonia, Liechtenstein, Luxemburgo, Malta, México, Mónaco, Noruega, Nueva Zelanda, Países Bajos, Perú, Polonia, Portugal, Reino Unido, Rumania, Sudáfrica, Suecia, Suiza, Turquía, Uruguay y Yugoslavia.

## Supresión de la violencia antijudía

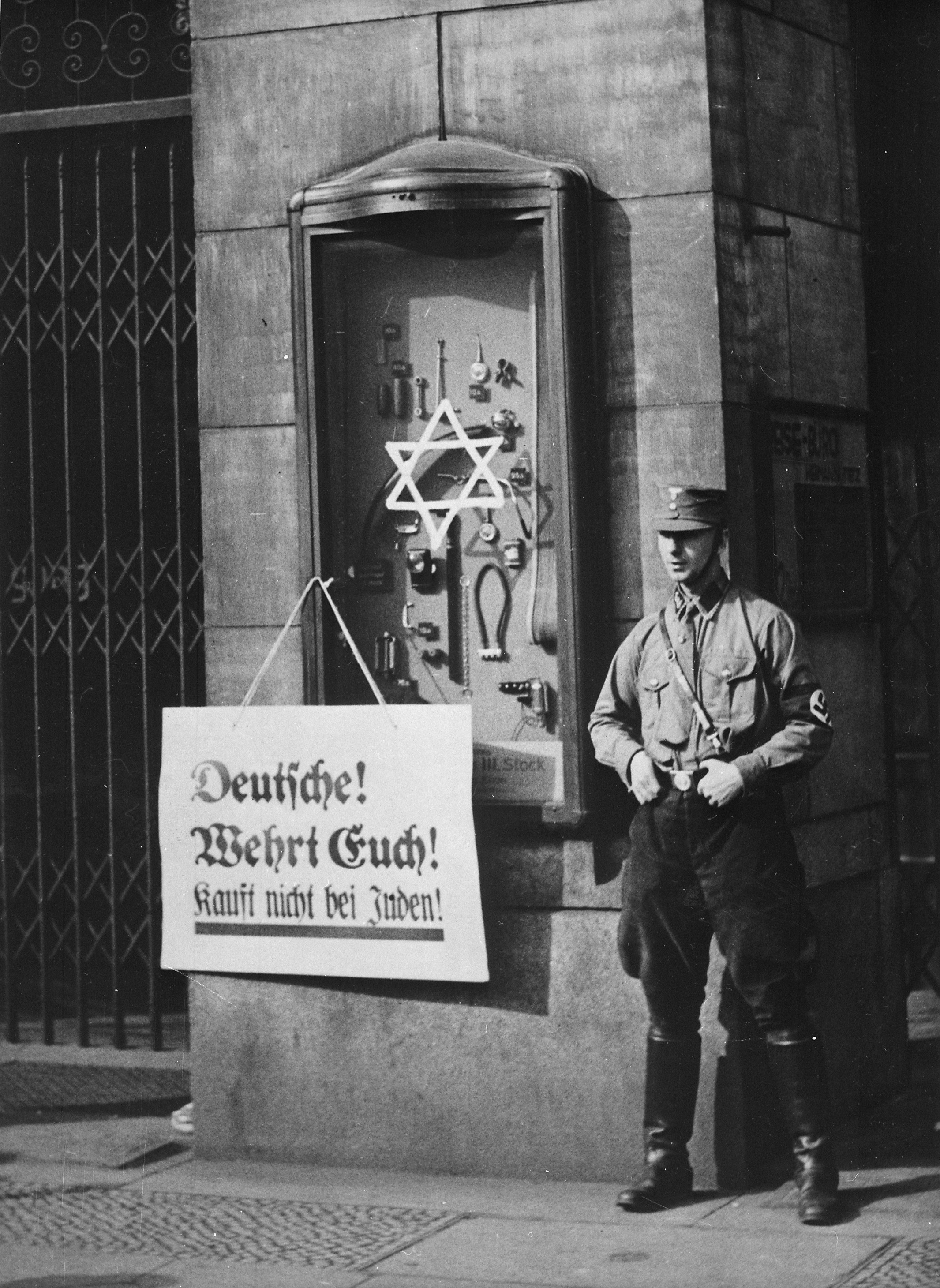
Durante los juegos, los carteles antisemitas fueron retirados de las calles.

Durante los juegos y en los meses previos, era necesario mostrar a los millares de visitantes todo lo que el país y especialmente el régimen tenían de bueno, para evitar así la cara oscura del régimen. De esta forma, las sucesivas campañas antisemitas, que habían sido constantes desde la llegada al poder de Hitler, fueron suprimidas. La violencia contra la comunidad judaica, particularmente visible en el verano del año anterior, casi desapareció. Los avisos prohibiendo o disuadiendo la presencia de judíos, que eran frecuentes en la entrada de muchas localidades y barrios (Juden sind nicht erwünscht - Los judíos no son deseados), u otros carteles de tenor semejante y dudoso gusto, fueron retirados por orden del Führer (tras la petición del conde Henri de Baillet-Latour, el belga que presidía el Comité Olímpico Internacional), en febrero de 1936, inmediatamente antes de la inauguración de los juegos de invierno. Además de eso, Alemania aceptó incluir en su delegación una espadachina de esgrima de origen judío: Helene Mayer, que lograría una medalla de plata.

## Infraestructuras
La construcción, decoración y renovación de infraestructuras deportivas y zona de ocio se realizó a un ritmo frenético, sin atender a los gastos, intentando mejorar la apariencia de las sedes de los juegos. El centro de las mayores atenciones sería naturalmente el Estadio Olímpico de Berlín. 

### Estadio Olímpico de Berlín
Los proyectos iniciales del nuevo estadio habían sido encargados al arquitecto Werner March. El estado sustituyó al Estadio Alemán (Deutsche Stadion) diseñado por Otto March (padre de Werner March) y construido entre 1912 y 1913 para ser sede de los Juegos Olímpicos de Verano de 1916, que terminaron por no celebrarse debido a la Primera Guerra Mundial. 

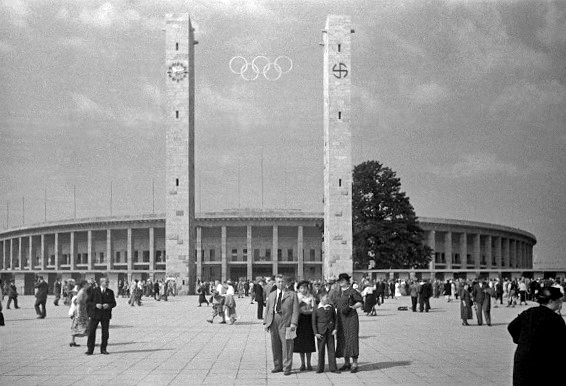
El estadio olímpico de Berlín proyectado por Werner March y Albert Speer.

Los proyectos de Werner March fueron rechazados por el propio Hitler durante su construcción; Hitler comparó el proyecto con un retrete moderno, en uno de sus típicos discursos. Hitler exigía que el estadio fuese el mayor de todos los que se habían construido en el mundo. Por supuesto tenía que ser considerablemente mayor que el estadio de los Juegos Olímpicos de 1932 en Los Ángeles. Hitler nunca dejaría de quejarse durante las obras por la alegada pequeñez del proyecto.

## Ceremonia de apertura
Toda la ciudad de Berlín estaba decorada con la esvástica cuando la llama olímpica llegó a la ciudad el 1 de agosto de 1936 y los juegos de la XI Olimpiada fueron inaugurados. Sobre el estadio flotaba el enorme dirigible Hindenburg, sobre el cual estaba suspendida la bandera olímpica. Durante la ceremonia inaugural, el estadio tenía más espectadores de los 110 000 de aforo, mientras que en el exterior, un millón de personas se colocó en las calles para ver el desfile de coches que transportaba al Führer y demás dignatarios del régimen invitados a la ceremonia. 

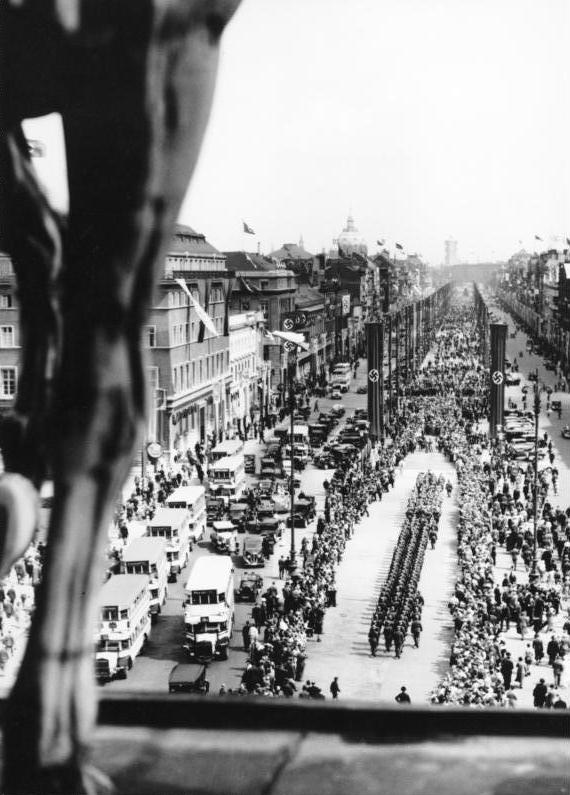
Desfile en el bulevar Unter den Linden

Una orquesta de treinta trompetas saludó a Hitler cuando éste entró en el estadio. Richard Strauss dirigió un coro de 3 000 personas que entonaron el himno alemán "Deutschland, Deutschland über Alles", y el "Horst-Wessel-Lied", himno del Partido Nazi. Strauss también dirigió a la orquesta que tocó el Himno Olímpico especialmente compuesto para la ocasión. 

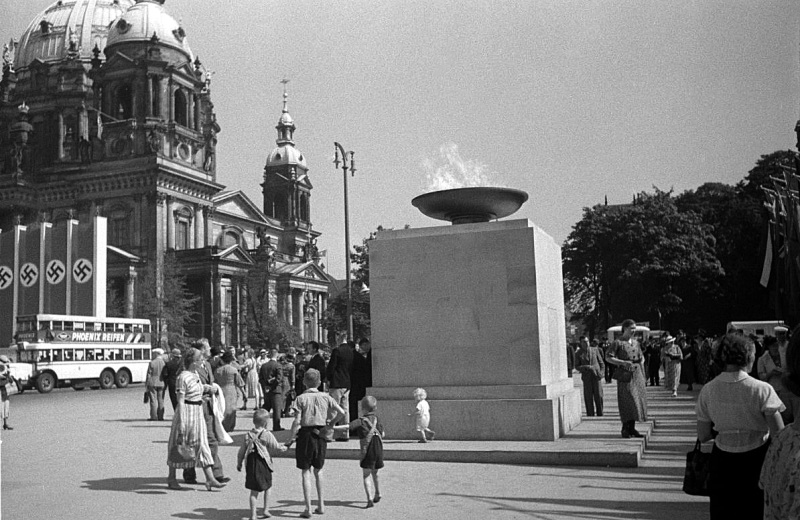
La antorcha olímpica en Berlín.

Muchas de las delegaciones que entraron en el estadio para la ceremonia inaugural practicaron el saludo nazi al pasar por delante del Jefe del Estado. Las delegaciones estadounidense y británica se encontraron entre las pocas que se abstuvieron de llevarlo a cabo. Por todo el estadio se habían dispuesto cámaras fotográficas que captaban aquellos momentos épicos. Leni Riefenstahl, que ya había trabajado para el partido y filmado el congreso de Núremberg de 1936, filmó la mayor parte de los juegos por encargo del gobierno. 

## Competición
Los juegos de verano se celebraron durante dos semanas. Entre los éxitos deportivos de los participantes sobresalían los llevados a cabo por Jesse Owens, ganador de cuatro medallas de oro. Se dice que Hilter evitó felicitar a Owens y a otros medallistas negros, pero la verdad es que no estaba previsto que el Führer saludara a los medallistas. Hitler, efectivamente felicitó a los ganadores de las dos primeras medallas de oro, un finlandés y un alemán, aunque eso no hubiese estado previsto por la organización. Durante el primer día, ya tarde pero aún antes del fin de las pruebas, Hitler abandonó el estadio tras la eliminación de los últimos participantes alemanes en la competición de salto de altura. Deliberadamente o no, su marcha evitó que Hitler tuviese que decidir si felicitar personalmente a Cornelius Johnson y Davis Albritton, ambos afroamericanos que conquistaron las medallas de oro y plata respectivamente. 

### Jesse Owens
Jesse Owens fue un atleta estadounidense que compitió durante el segundo día y ganó los 100 metros planos,200 metros planos,salto largo y saltos relevados. Antes de eso, Henri Baillet-Latour ya había informado a Hitler que, de acuerdo con el protocolo olímpico, un invitado de honor del comité olímpico no debería saludar a los vencedores. Hitler no saludó a ningún otro medallista. Sin embargo, se puede afirmar que Hitler había evitado encontrarse con Owens pues el solo saludaba a los atletas alemanes que habían ganado medallas y luego se retiraba : Baldur von Schirach, el líder de las Juventudes Hitlerianas habría propuesto que Hitler fuese fotografiado junto con Owens. Owens murió a los 66 años en Arizona, el 31 de marzo de 1980 a causa de un cáncer de pulmón.

### Victoria alemana

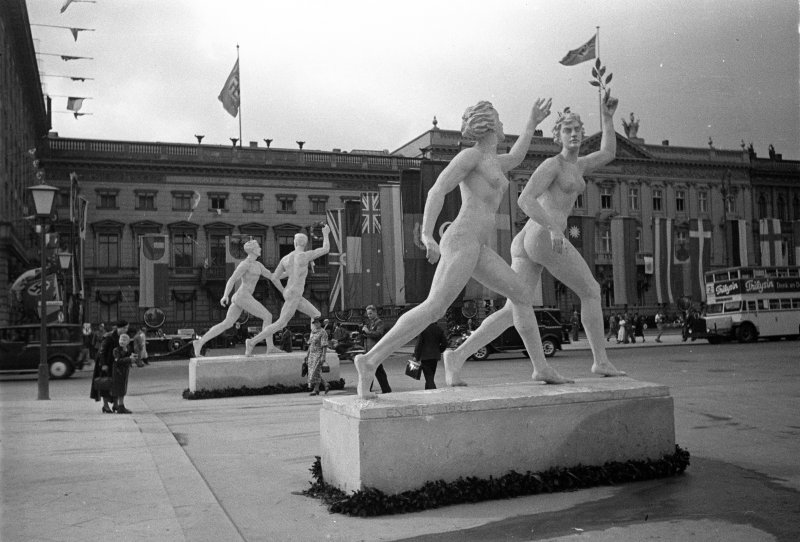
Estética nazi en Berlín, en la época de los juegos.

Hitler asistió a las pruebas deportivas casi todos los días, y fue siempre efusivamente aclamado por la multitud de espectadores. Para su orgullo y contento, los atletas alemanes registraron diversas victorias; Alemania fue el país que ganó más medallas en los juegos de verano y el segundo con más medallistas de los juegos de invierno. 
| Medallero Juegos de Verano |                |     |       |        |       |
| Pos.                       | País           | Oro | Plata | Bronce | Total |
| 1                          | Alemania       | 33  | 26    | 30     | 89    |
| 2                          | Estados Unidos | 24  | 20    | 12     | 56    |
| 3                          | Hungría        | 10  | 1     | 5      | 16    |
| 4                          | Italia         | 8   | 9     | 5      | 22    |
| 5                          | Finlandia      | 7   | 6     | 6      | 19    |
| 6                          | Francia        | 7   | 6     | 6      | 19    |

| Medallero Juegos de invierno |            |     |       |        |       |
| Pos.                         | País       | Oro | Plata | Bronce | Total |
| 1                            | Noruega    | 7   | 5     | 3      | 15    |
| 2                            | Alemania   | 3   | 3     | 0      | 6     |
| 3                            | Suecia     | 2   | 2     | 3      | 7     |
| 4                            | Finlandia  | 1   | 2     | 3      | 6     |
| 5                            | Suiza      | 1   | 2     | 0      | 3     |
| 6                            | Austria    | 1   | 1     | 2      | 4     |
| 7                            | Inglaterra | 1   | 1     | 1      | 3     |
| 8                            | EE. UU.    | 1   | 0     | 3      | 4     |

## Austria vencida, partido anulado
Un hecho que causó indignación entre los países sudamericanos partícipes del evento, fue el fallo que emitió el COI de anular el partido de fútbol jugado en los cuartos de final entre Perú y Austria. Una versión afirma que tras la victoria del equipo peruano por 4-2, con el gol final del gran artillero peruano Teodoro Fernández Meyzán (al cual previamente le anularon 3 goles), el Führer Adolf Hitler, nacido en Austria, presionó a los organizadores del evento para que el partido fuera anulado, alegando que seguidores peruanos habían invadido el campo y atacado a un jugador austríaco. El COI anuló el marcador anterior y ordenó que el partido se volviera a jugar a puertas cerradas, pues no hubo suficientes medidas de seguridad en el partido anterior para controlar a los aficionados (quienes en su mayoría eran de nacionalidad austriaca y alemana). 
Como muestra de protesta a esta decisión, la delegación peruana se retiró del evento, quedando Austria como ganadora por defecto.

## Diplomacia
Aprovechando las competiciones deportivas, Hitler y el Partido Nazi no perdieron la oportunidad de impresionar a los dignatarios extranjeros con demostraciones de hospitalidad extravagante. Joachim von Ribbentrop, al cual Hitler acababa de nombrar embajador en Londres pero que aún no había asumido el cargo, recibió a cientos de invitados extranjeros en cenas de gala en su mansión de Dahlem. Joseph Goebbels, el ministro de Propaganda, dio una recepción con fuegos artificiales con más de mil invitados, esencialmente extranjeros en Havel (el río junto a Berlín). Hermann Göring, en la época segundo de a bordo del régimen, sobrepasó a todos con su extravagancia festiva.  Henry Channon, un conservador británico miembro de la Cámara de los Comunes, se quedó deslumbrado con una recepción ofrecida por Göring para 800 invitados en el ministerio del aire y comentó que nunca había habido una fiesta de ese calibre desde los tiempos de Luis XIV o incluso desde tiempos de Nerón.

## Mediatización
La cobertura mediática de los juegos fue intensísima. Hubo más de 3 mil transmisiones radiofónicas para más de 50 países. Solo en los Estados Unidos, más de cien estaciones de radio transmitieron relatos y reportajes desde Berlín. Los juegos fueron los primeros en ser retransmitidos por televisión, aunque la transmisión, limitada a la propia ciudad de Berlín, se compusiese de imágenes de mala calidad incluso teniendo en cuenta la tecnología de la época. 
En total, los juegos de verano recibieron más de cuatro millones de espectadores. William Schirer, un periodista estadounidense y el politólogo judeoalemán Victor Klemperer fueron influidos por la eficiencia de la propaganda nazi y dejaron relatos de visitantes impresionados por el dinamismo del país y por la alegría y deseo de paz de Alemania. Schirer escribió en sus crónicas: "Creo y recelo bien que los nazis hayan logrado lo mejor con su propaganda. La escala nunca vista de los juegos agradó a los atletas. Además, dejaron muy buena imagen junto a los demás visitantes y especialmente a los hombres de negocios." Klemperer veía bien que los juegos hubieran sido "antes de nada un acontecimiento político, durante el cual se inculcara a los alemanes y a los extranjeros la unidad en la gloria y el espíritu pacífico del Tercer Reich".
Estos relatos surgieron también en la prensa alemana, donde eran contrastados con las noticias de pillaje y muerte en la España republicana y comunista, donde la Guerra Civil era inminente. En contraste con la gran mayoría de los relatos, los diarios del embajador estadounidense William Dodd describen una propaganda que surtirá sus efectos junto con la opinión pública local, pero que desagradaría a los extranjeros. (Dodd había apoyado las propuestas de boicot y consideraba que la decisión de participar en los juegos era deplorable). 
Las persecuciones a los judíos recomenzarían tras el fin de los juegos el 16 de agosto de 1936. Pese al furor de los juegos, durante el año 1936, la economía alemana se encontraba de frente a una inmensa crisis económica, con carencia de bienes de consumo, provocada por el rearme acelerado.